# انجمن موتورسواران آمریکا

لوگوی انجمن موتورسواران آمریکا

انجمن موتورسواران آمریکا (به انگلیسی: American Motorcyclist Association) یک سازمان غیرانتفاعی آمریکایی با عضویت بیش از ۳۰۰٬۰۰۰ موتورسوار از سرتاسر جهان است که در ۱۹۲۴ پیکرینگتون، اوهایو راه‌اندازی شد. این انجمن فعالیت‌ها و کمپین‌های موتورسواری پرشماری را برای حقوق قانونی موتورسواران سازمان‌دهی می‌کند. بیانیه ماموریت این انجمن «ترویج سبک زندگی موتورسواری و حفاظت از آینده موتورسواری» است.